# پولو دو لوبو
پولو دو لوبو (به پرتغالی: Cascata do Pulo do Lobo) یک آبشار در پرتغال است که در Guadiana Valley Natural Park, Portugal واقع شده‌است.